# Waptiidae
Los wáptidos (Waptiidae) son una familia extinta de crustáceos troncales parecidos a camarones, que vivieron entre el Cámbrico Inferior al Cámbrico Medio (hace unos 520 a 505 millones de años). Es la única familia clasificada bajo el orden Waptiida, el cual es incluido tentativamente en el clado Crustaceomorpha.
Waptiidae incluye a los siguientes géneros y especies:
- Chuandianella Hou & Bergström, 1991

- Chuandianella ovata (Li, 1975)

- Pauloterminus Taylor, 2002  (?)

- Pauloterminus spinodorsalis Taylor, 2002

- Plenocaris Whittington 1974 (?)

- Plenocaris plena Hou & Bergström, 1997

- Waptia Walcott, 1912

- Waptia fieldensis Walcott, 1912